# にしざわひろ
にしざわひろ（1995年8月28日 - ）は、日本のラジオDJ、およびタレント。三重県出身。

## 略歴
日本マンガ芸術学院（声優タレント専攻）卒業後、ダンス&ボーカルユニットのメンバーとして活動し、振付師・ダンサーとしてもフリーで活動。
2023年よりトークユニット『ゆぴずむ。』として活動開始を始め、2024年よりタレント活動はAvancer Co.と業務提携を結ぶ。

## 出演

### ドラマ
- 『詐欺の子』（2019年NHK、NHK） - 女カケ子 役
- 『名古屋行き最終列車2021』（2021年、NBN）
- 『工場へ行こう PART II　AMAZING FACTORY』（2018年、TVA）
- 『VIVANT』（2023年、TBS系）

### テレビ
- 『キラめく！にじいろキッズ』（2019年5月 - 2021年、岐阜放送） - レポーター
- 『ファンタメ』（2021年 - 、キャッチネットワーク）

### 舞台・イベント
- ミュージカル劇団Me-I 第16回本公演「ToY’s」（2018年7月）
- くわな秋の交通安全フェスタ（2018年 9月） - MC
- 宮本組　サックス発表会（2018年11月） - MC
- 三河ハワイアンフェスティバル2021（2021年7月） - MC
- アンフォーレ秋の感謝祭（2021年11月） - MC
- 三河ハワイアンフェスティバル&ウクレレフェスティバル2022（2022年7月） - MC
- たかとり夏フェス2022（2022年8月） - MC
- 安城七夕親善大使オーディション（2023年） - MC

### ラジオ
- メディアスFM - コーナー出演
- MID-FM - コーナー出演
- PitchFM 『Saturday Branch』（2018年7月 - 2021年6月） - パーソナリティ
- PitchFM 『Pitch Beat Street838』（2021年7月 - ） - パーソナリティ
- PitchFM & KatchTV『ファンタメ』（2021年7月 - ） - パーソナリティ
- PitchFM 開局20周年特別番組（2023年1月） - パーソナリティ
- FMpipi『plus on』（* 2023年10月〜、提供:東濃信用金庫） - パーソナリティ

## 講師
- ダンス指導講師
- ブラッシュアップ研修:ウォーキング、トーク　他
- ダンスステージ多数